# Губернаторский дворец (Рангун)
Губернаторский дворец (бирм. ဘုရင်ခံအိမ်တော်; англ. Government House) — бывшее колониальное здание в Рангуне (с 1989 года — Янгон), официальная резиденция британского губернатора в Бирме.

## История
Комплекс зданий, расположенный в северной части Рангуна, к западу от пагоды Шведагон на углу улиц Пром и Алон, был спроектирован британским архитектором Хойном Фоксом и построен в период между 1892 и 1895 годами на участке площадью 36 га. Здание было построено в стиле Возрождения королевы Анны.
Официальная передача власти от колониальных властей вновь сформированному правительству Бирмы была проведена на лужайке у губернаторского дворца 4 января 1948 года. В последующие годы он был де-факто резиденцией бирманских президентов, в том числе Со Шве Тай, Ба У и Вин Маунг.
Здание было снесено в 1985 году по приказу У Не Вина после землетрясения 1970-х годов. На месте бывшего Дома правительства был построен комплекс, в котором размещалось Народное собрание национального уровня. В настоящее время здесь находится Законодательное собрание округа Янгон.

## Галерея

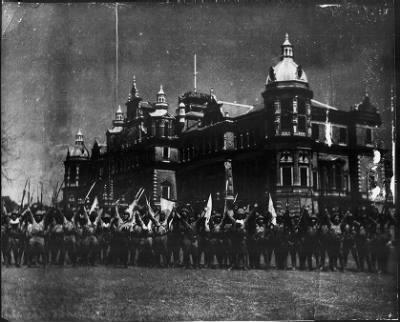
Японские войска у дворца в 1942 году
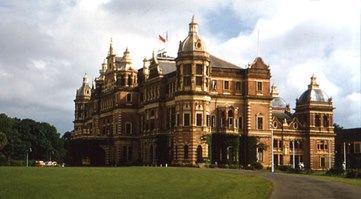
Губернаторский дворец в 1955 году